# Träskholmen, Ingå
Träskholmen är en ö i Finland. Den ligger i Finska viken och i kommunen Ingå i landskapet Nyland, i den södra delen av landet. Ön ligger omkring 55 kilometer väster om Helsingfors.
Öns area är 1,3 hektar och dess största längd är 150 meter i sydöst-nordvästlig riktning.